# Renzo De Vecchi
Renzo De Vecchi (Milano, 3 febbraio 1894 – Milano, 14 maggio 1967) è stato un calciatore e allenatore di calcio italiano, di ruolo difensore. È considerato il primo grande fuoriclasse del calcio italiano.

## Caratteristiche tecniche
Iniziò nelle giovanili del Milan da mezzala sinistra, sebbene all'esordio in prima squadra, avvenuto nel 1909 a 15 anni, già occupasse il ruolo che sarebbe stato suo – quello di terzino sinistro. Dotato di gran classe, si guadagnò il soprannome di Figlio di Dio da parte dei tifosi milanisti. Piccolo di statura ma ben piazzato, aveva colpo d'occhio, sicurezza e precisione nel calciare lungo e potente, calma e senso della posizione. Fin dagli esordi dimostrò grande maturità e dedizione. Così lo descriveva la Gazzetta dello Sport:
(da La Gazzetta dello Sport, 25 ottobre 1911)

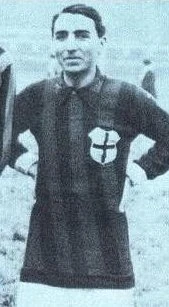
Renzo De Vecchi con la maglia del Milan

Si ritiene che abbia rivoluzionato il ruolo di terzino, rendendolo parte integrante dello sviluppo del gioco. Così ne scrisse Ettore Berra:
(da Il Calcio Illustrato, 6 luglio 1944)

## Carriera

### Giocatore

#### Club
Al Milan, società in cui crebbe, raggiunse due secondi posti nelle stagioni 1910-1911 e 1911-1912; il suo esordio con i rossoneri è datato 14 novembre 1909, nell'incontro vinto 2-1 contro l'Ausonia Pro Gorla. Fu fin da subito un pilastro della squadra milanese, della quale fu primatista di presenze nelle prime tre stagioni di militanza e con la quale raggiunse due secondi posti nel girone di qualificazione alla finale, alle spalle della Pro Vercelli, nel 1911 e 1912. Nel 1913, a 19 anni, si trasferisce al Genoa, che offre al giovane giocatore la cifra da primato di 24.000 lire del tempo; l'esordio in rossoblù è datato 12 ottobre 1913, nel pareggio casalingo per 3-3 contro il Torino.

De Vecchi ed Ercole Carzino (a destra), capitani di Genoa e, prima di un derby.

Con la maglia del Grifone vinse lo scudetto 1914-1915 nel campionato interrotto sul finire dallo scoppio della prima guerra mondiale, replicando poi con i successi del 1922-1923 e 1923-1924. Durante la Grande Guerra fu assegnato ai servizi di collegamento quale passeggero della motocarrozzetta (sidecar) guidata da Gino Magnani, fondatore e direttore della rivista Motociclismo. Nel 1915, essendo militare in quella città, giocò alcune gare nelle file del Brescia.
Si ritirò dal calcio giocato al termine della stagione 1928-1929, a 34 anni, dopo aver giocato per 17 stagioni nel Genoa.
In tutta la carriera fu espulso una sola volta, in una gara di spareggio contro la Juventus, in cui l'arbitro Varisco cacciò dal campo addirittura tre genoani.
Dopo il ritiro collaborò a numerosi settimanali sportivi.

#### Nazionale
In nazionale fu a lungo capitano e giocò 43 partite dal 1910 fino all'addio nel 1925, stabilendo, nonostante la lunga pausa bellica, il nuovo primato di presenze azzurre.
Nonostante avesse confidenza con la rete e in serie A abbia totalizzato non poche realizzazioni, in nazionale non riuscì mai ad andare a segno. Esordì il 26 maggio 1910, quando fu chiamato come riserva, e subentrò nella partita contro l'Ungheria, la seconda in assoluto degli azzurri, che ancora vestivano la maglia bianca. Rimane tuttora il più giovane giocatore ad aver vestito la maglia della nazionale, a 16 anni, 3 mesi e 23 giorni.

### Allenatore
Cominciò ad allenare negli ultimi anni della carriera agonistica al Genoa – al tempo noto come Genova 1893, per via dell'italianizzazione imposta dal regime fascista – a partire dalla stagione 1927-1928, ottenendo un secondo posto; guidò i rossoblù anche nella prima stagione della neonata Serie A a girone unico, quella del 1929-1930, chiudendo nuovamente al secondo posto. Sostituito dal magiaro Géza Székány, si trasferì nel 1930 alla Rapallo Ruentes, militante in terza divisione, nella quale nella stagione 1931-1932 raggiunse il terzo posto del girone D.
Nel 1934 tornò al Genova 1893, retrocesso in Serie B, per sostituire Vittorio Faroppa; il Figlio di Dio riuscì a riportare il Grifone in massima serie, ottenendo anche la vittoria contro il Bari della Coppa del Presidente, messa in palio fra i vincitori dei due gironi della serie cadetta; lasciò la società nel luglio dello stesso anno.

## Statistiche

### Presenze e reti nei club
| Stagione     | Squadra      | Campionato   | Campionato | Campionato |
| Stagione     | Squadra      | Comp         | Pres       | Reti       |
| ------------ | ------------ | ------------ | ---------- | ---------- |
| 1909-1910    | Milan        | 1ª Cat       | 15         | 2          |
| 1910-1911    | Milan        | 1ª Cat       | 16         | 0          |
| 1911-1912    | Milan        | 1ª Cat       | 18         | 4          |
| 1912-1913    | Milan        | 1ª Cat       | 15         | 1          |
| Totale Milan | Totale Milan | Totale Milan | 64         | 7          |
| 1913-1914    | Genoa        | 1ª Cat       | 29         | 1          |
| 1914-1915    | Genoa        | 1ª Cat       | 20         | 4          |
| 1915-1916    | Genoa        | CF           | +          | +          |
| 1916-1917    | Genoa        | CF           | 17         | 3          |
| 1919-1920    | Genoa        | 1ª Cat       | 22         | 1          |
| 1920-1921    | Genoa        | 1ª Cat       | 26         | 6          |
| 1921-1922    | Genoa        | 1ª Cat       | 26         | 4          |
| 1922-1923    | Genoa        | 1ª Div       | 19         | 4          |
| 1923-1924    | Genoa        | 1ª Div       | 27         | 7          |
| 1924-1925    | Genoa        | 1ª Div       | 24         | 7          |
| 1925-1926    | Genoa        | 1ª Div       | 22         | 1          |
| 1926-1927    | Genoa        | DN           | 24         | 0          |
| 1927-1928    | Genoa        | DN           | 25         | 2          |
| 1928-1929    | Genoa        | DN           | 5          | 0          |
| Totale Genoa | Totale Genoa | Totale Genoa | 286        | 40         |
| Totale       | Totale       | Totale       | 350        | 47         |

### Cronologia presenze e reti in nazionale
| Cronologia completa delle presenze e delle reti in nazionale ― Italia | Cronologia completa delle presenze e delle reti in nazionale ― Italia | Cronologia completa delle presenze e delle reti in nazionale ― Italia | Cronologia completa delle presenze e delle reti in nazionale ― Italia | Cronologia completa delle presenze e delle reti in nazionale ― Italia | Cronologia completa delle presenze e delle reti in nazionale ― Italia | Cronologia completa delle presenze e delle reti in nazionale ― Italia | Cronologia completa delle presenze e delle reti in nazionale ― Italia |
| Data                                                                  | Città                                                                 | In casa                                                               | Risultato                                                             | Ospiti                                                                | Competizione                                                          | Reti                                                                  | Note                                                                  |
| --------------------------------------------------------------------- | --------------------------------------------------------------------- | --------------------------------------------------------------------- | --------------------------------------------------------------------- | --------------------------------------------------------------------- | --------------------------------------------------------------------- | --------------------------------------------------------------------- | --------------------------------------------------------------------- |
| 26/05/1910                                                            | Budapest                                                              | Ungheria                                                              | 6 – 1                                                                 | Italia                                                                | Amichevole                                                            | -                                                                     | 46’                                                                   |
| 06/01/1911                                                            | Milano                                                                | Italia                                                                | 0 – 1                                                                 | Ungheria                                                              | Amichevole                                                            | -                                                                     |                                                                       |
| 09/04/1911                                                            | Parigi                                                                | Francia                                                               | 2 – 2                                                                 | Italia                                                                | Amichevole                                                            | -                                                                     |                                                                       |
| 07/05/1911                                                            | Milano                                                                | Italia                                                                | 2 – 2                                                                 | Svizzera                                                              | Amichevole                                                            | -                                                                     |                                                                       |
| 21/05/1911                                                            | La Chaux-de-Fonds                                                     | Svizzera                                                              | 3 – 0                                                                 | Italia                                                                | Amichevole                                                            | -                                                                     |                                                                       |
| 17/03/1912                                                            | Torino                                                                | Italia                                                                | 3 – 4                                                                 | Francia                                                               | Amichevole                                                            | -                                                                     |                                                                       |
| 29/06/1912                                                            | Stoccolma                                                             | Finlandia                                                             | 3 – 2 dts                                                             | Italia                                                                | Olimpiadi 1912 - Qualificazione                                       | -                                                                     |                                                                       |
| 01/07/1912                                                            | Stoccolma                                                             | Svezia                                                                | 0 – 1                                                                 | Italia                                                                | Olimpiadi 1912 - Consolazione quarti di finale                        | -                                                                     |                                                                       |
| 03/07/1912                                                            | Stoccolma                                                             | Austria                                                               | 5 – 1                                                                 | Italia                                                                | Olimpiadi 1912 - Consolazione semifinale                              | -                                                                     |                                                                       |
| 22/12/1912                                                            | Genova                                                                | Italia                                                                | 1 – 3                                                                 | Austria                                                               | Amichevole                                                            | -                                                                     |                                                                       |
| 01/05/1913                                                            | Torino                                                                | Italia                                                                | 1 – 0                                                                 | Belgio                                                                | Amichevole                                                            | -                                                                     |                                                                       |
| 15/06/1913                                                            | Vienna                                                                | Austria                                                               | 2 – 0                                                                 | Italia                                                                | Amichevole                                                            | -                                                                     |                                                                       |
| 11/01/1914                                                            | Milano                                                                | Italia                                                                | 0 – 0                                                                 | Austria                                                               | Amichevole                                                            | -                                                                     |                                                                       |
| 29/03/1914                                                            | Torino                                                                | Italia                                                                | 2 – 0                                                                 | Francia                                                               | Amichevole                                                            | -                                                                     |                                                                       |
| 05/04/1914                                                            | Genova                                                                | Italia                                                                | 1 – 1                                                                 | Svizzera                                                              | Amichevole                                                            | -                                                                     |                                                                       |
| 17/05/1914                                                            | Berna                                                                 | Svizzera                                                              | 0 – 1                                                                 | Italia                                                                | Amichevole                                                            | -                                                                     |                                                                       |
| 31/01/1915                                                            | Torino                                                                | Italia                                                                | 3 – 1                                                                 | Svizzera                                                              | Amichevole                                                            | -                                                                     |                                                                       |
| 18/01/1920                                                            | Milano                                                                | Italia                                                                | 9 – 4                                                                 | Francia                                                               | Amichevole                                                            | -                                                                     | Cap.                                                                  |
| 28/03/1920                                                            | Berna                                                                 | Svizzera                                                              | 3 – 0                                                                 | Italia                                                                | Amichevole                                                            | -                                                                     | Cap.                                                                  |
| 13/05/1920                                                            | Genova                                                                | Italia                                                                | 1 – 1                                                                 | Paesi Bassi                                                           | Amichevole                                                            | -                                                                     | Cap.                                                                  |
| 28/08/1920                                                            | Gand                                                                  | Egitto                                                                | 1 – 2                                                                 | Italia                                                                | Olimpiadi 1920 - Qualificazione                                       | -                                                                     | Cap.                                                                  |
| 29/08/1920                                                            | Anversa                                                               | Francia                                                               | 3 – 1                                                                 | Italia                                                                | Olimpiadi 1920 - Quarti di finale                                     | -                                                                     | Cap.                                                                  |
| 02/09/1920                                                            | Anversa                                                               | Spagna                                                                | 2 – 0                                                                 | Italia                                                                | Olimpiadi 1920 - Consolazione semifinale                              | -                                                                     | Cap.                                                                  |
| 20/02/1921                                                            | Marsiglia                                                             | Francia                                                               | 1 – 2                                                                 | Italia                                                                | Amichevole                                                            | -                                                                     | Cap.                                                                  |
| 06/03/1921                                                            | Milano                                                                | Italia                                                                | 2 – 1                                                                 | Svizzera                                                              | Amichevole                                                            | -                                                                     | Cap.                                                                  |
| 05/05/1921                                                            | Anversa                                                               | Belgio                                                                | 2 – 3                                                                 | Italia                                                                | Amichevole                                                            | -                                                                     | Cap.                                                                  |
| 08/05/1921                                                            | Amsterdam                                                             | Paesi Bassi                                                           | 2 – 2                                                                 | Italia                                                                | Amichevole                                                            | -                                                                     | Cap.                                                                  |
| 15/01/1922                                                            | Milano                                                                | Italia                                                                | 3 – 3                                                                 | Austria                                                               | Amichevole                                                            | -                                                                     | Cap.                                                                  |
| 26/02/1922                                                            | Torino                                                                | Italia                                                                | 1 – 1                                                                 | Cecoslovacchia                                                        | Amichevole                                                            | -                                                                     | Cap.                                                                  |
| 21/05/1922                                                            | Milano                                                                | Italia                                                                | 4 – 2                                                                 | Belgio                                                                | Amichevole                                                            | -                                                                     | Cap.                                                                  |
| 03/12/1922                                                            | Bologna                                                               | Italia                                                                | 2 – 2                                                                 | Svizzera                                                              | Amichevole                                                            | -                                                                     | Cap.                                                                  |
| 01/01/1923                                                            | Milano                                                                | Italia                                                                | 3 – 1                                                                 | Germania                                                              | Amichevole                                                            | -                                                                     | Cap.                                                                  |
| 04/03/1923                                                            | Genova                                                                | Italia                                                                | 0 – 0                                                                 | Ungheria                                                              | Amichevole                                                            | -                                                                     | Cap.                                                                  |
| 15/04/1923                                                            | Vienna                                                                | Austria                                                               | 0 – 0                                                                 | Italia                                                                | Amichevole                                                            | -                                                                     | Cap.                                                                  |
| 27/05/1923                                                            | Praga                                                                 | Cecoslovacchia                                                        | 5 – 1                                                                 | Italia                                                                | Amichevole                                                            | -                                                                     | Cap.                                                                  |
| 20/01/1924                                                            | Genova                                                                | Italia                                                                | 0 – 4                                                                 | Austria                                                               | Amichevole                                                            | -                                                                     | Cap.                                                                  |
| 09/03/1924                                                            | Milano                                                                | Italia                                                                | 0 – 0                                                                 | Spagna                                                                | Amichevole                                                            | -                                                                     | Cap.                                                                  |
| 06/04/1924                                                            | Budapest                                                              | Ungheria                                                              | 7 – 1                                                                 | Italia                                                                | Amichevole                                                            | -                                                                     | Cap.                                                                  |
| 29/05/1924                                                            | Parigi                                                                | Lussemburgo                                                           | 0 – 2                                                                 | Italia                                                                | Olimpiadi 1924 - Ottavi di finale                                     | -                                                                     | Cap.                                                                  |
| 16/11/1924                                                            | Milano                                                                | Italia                                                                | 2 – 2                                                                 | Svezia                                                                | Amichevole                                                            | -                                                                     | Cap.                                                                  |
| 23/11/1924                                                            | Duisburg                                                              | Germania                                                              | 0 – 1                                                                 | Italia                                                                | Amichevole                                                            | -                                                                     | Cap.                                                                  |
| 18/01/1925                                                            | Milano                                                                | Italia                                                                | 1 – 2                                                                 | Ungheria                                                              | Amichevole                                                            | -                                                                     | Cap.                                                                  |
| 22/03/1925                                                            | Torino                                                                | Italia                                                                | 7 – 0                                                                 | Francia                                                               | Amichevole                                                            | -                                                                     | Cap.                                                                  |
| Totale                                                                |                                                                       | Presenze                                                              | 43                                                                    |                                                                       | Reti                                                                  | 0                                                                     |                                                                       |

### Record
- È il marcatore più giovane della storia del Milan in partite ufficiali, grazie alla rete messa a segno a 15 anni, 9 mesi e 25 giorni in Torino-Milan 6-2 di Prima Categoria, stagione 1909-1910.[10]
- È il giocatore più giovane ad aver vestito la maglia della nazionale, a 16 anni, 3 mesi e 23 giorni, nella partita contro l'Ungheria del 27 maggio 1910.

## Palmarès

### Giocatore
- Campionato italiano: 3

Genoa: 1914-1915, 1922-1923, 1923-1924

### Allenatore
- Campionato italiano di Serie B: 1

Genova 1893: 1934-1935